# Józefów (Sieradz)
Pour les articles homonymes, voir Józefów.
Józefów est une localité polonaise de la gmina de Wróblew, située dans le powiat de Sieradz en voïvodie de Łódź.